# Села, Бени
Бени Села (ивр. בני סלע‎‎, род. 1971, Тель-Авив) — израильский сексуальный маньяк, обвинявшийся в 35 случаях изнасилования женщин (в том числе и подростков). Признан виновным в 13 нападениях и осуждён на 35 лет заключения.
Он проникал в жилища женщин и девочек, которые в этот момент были одни, и насиловал их. Обычно он делал это поздно ночью или рано утром. Иногда он угрожал им ножом или избивал их. Среди его жертв были как молодые женщины, так и девушки-тинэйджеры и даже девочки до 13 лет.

## История жизни
Отец Бени Селы был алкоголиком и, по словам Селы, избивал его. Вскоре после бар-мицвы (тринадцатилетия) Бени, отец на его глазах покончил жизнь самоубийством, прыгнув со столба линии электропередач. Бени остался с матерью и двумя младшими братьями.
Нападения на женщин Села начал совершать в 1994 году.
В 1995 он был арестован по обвинению в сексуальном насилии над малолетней кузиной. Согласно обвинению, он трогал кузину с момента, когда ей было 8 лет, до момента, когда ей было 15. Вначале Села отрицал обвинения, но потом признал их. Селу приговорили к 2 годам тюремного заключения. Он был освобождён за примерное поведение досрочно, отбыв 18 месяцев в Аялон.
Выйдя из тюрьмы, Села продолжил нападать на женщин и девочек. Так, в одном случае Села выключил свет в многоквартирном доме и напал на 12-летнюю девочку, которая выглянула из своей квартиры.
В течение нескольких лет Села снимал квартиру с подругой. Когда подруга решила расстаться с ним, Села вернулся в квартал ха-Тиква в южном Тель-Авиве, где по-прежнему жили его мать и братья. Работал Села сантехником и посыльным. Соседи, не знавшие, что он сидел в тюрьме, описывали его как приятного и доброжелательного молодого человека.
В декабре 1999 он напал на двух девочек-подростков прямо на улице, днём. Девочки звали на помощь, и Селу арестовали подоспевшие полицейские. Проверив его ДНК, полицейские обнаружили, что оно совпадает с ДНК, найденным в квартирах многих жертв серийного насильника. Вскоре после ареста полиция объявила, что Села виновен по крайней мере в 24, а возможно, и в 34, случаях сексуального насилия. Сам Села признавал только последнее нападение.
По договору между защитой и обвинением, Села признал себя виновным в 13 нападениях, и ему не стали предъявлять обвинения в остальных. Кроме того, пострадавшие не должны были свидетельствовать в суде.
Суд приговорил насильника к 35 годам тюремного заключения. Возможность досрочного освобождения была в его случае сомнительной, поскольку он уже был досрочно освобождён и после этого совершил новые преступления, а также из-за того, что его преступления были из ряда вон выходящими.
В конце 2003 — начале 2004 года Села передал одной из своих жертв, на тот момент 17-летней девушке, письмо, где он подробно описывал, как он планировал нападение на неё, как он её изнасиловал, а также её домашний адрес. Письмо опустила в почтовый ящик мать Селы. Об этом сообщила пресса 12 января 2004 года.
За этот поступок Селу приговорили дополнительно к 9 месяцам тюремного заключения. Срок, таким образом, составил 35 лет 9 месяцев. Отбыв весь срок, Села вышел бы на свободу в сентябре 2035 года.
В январе 2004 Села также подал в Верховный Суд апелляцию с просьбой сократить ему срок. Но 20 января 2004 Верховный Суд оставил приговор в силе.

## Побег
21 ноября 2006 года, в 11 утра, Села должен был прибыть в Тель-Авивский суд по трудовым конфликтам. Причиной были жалобы Селы на прежнего работодателя, поданные им ещё в 1999 году. Дело тянулось уже 7 лет, и разбирательства неоднократно откладывались.
Однако на повестке, которую Села продемонстрировал тюремщикам, почему-то стояла другая, невозможная, дата: 24 ноября 2006. Этот день приходится на пятницу, а по пятницам этот суд не работает. Тюремщики об этом не знали и привезли Селу в суд. Вместе с ним в машине сидел другой заключённый. Один из двух тюремщиков остался в машине, другой конвоировал Селу, которому надели наручники, но ноги оставили свободными. Когда Села отошёл от машины, он сказал, что забыл в машине какую-то вещь. Тюремщик вернулся к машине, а в это время Села перелез через стену высотой более 2 метров, с колючей проволокой наверху. Вернувшись, тюремщик обнаружил, что Села исчез.
В следственном эксперименте полицейский в наручниках за 30 секунд взобрался на эту стену.
Через две недели, вечером 8 декабря Села был задержан на угнанной машине по дороге в город Нагария. На пресс-конференции по этому поводу, транслировавшейся в прямом эфире, выступил министр внутренней безопасности Ави Дихтер.

## После побега
Вернувшись в тюрьму, Села стал сексуально приставать к тюремщицам. После нескольких жалоб на то, что при виде тюремщицы он моментально снимает штаны, демонстрируя половые органы, было решено, что с 16 марта 2011 года любые контакты с ним должны осуществлять только сотрудники-мужчины.
В конце октября 2010 года Села заявил, что во время побега совершил 4 изнасилования, 3 попытки изнасилования, а также убил 13-летнюю школьницу Таир Раду. Ранее в убийстве Таир Рады был признан виновным Роман Задоров. Прокуратура, проверив признания Селы в убийстве, заявила, что он оговаривает себя.
13 июня 2012 радиостанция «Коль Исраэль» сообщила, что Бени Селу избили в тюрьме.
19 июля 2012 за побег из тюрьмы и совершённую во время побега кражу со взломом Села приговорён ещё к 4 годам тюремного заключения.
В начале апреля 2017 за непристойное обнажение перед сотрудницей тюрьмы Села приговорён ещё к 6 месяцам тюремного заключения и ещё к 6 месяцам условно. Срок в 6 месяцев он будет отбывать одновременно с текущим сроком.
17 ноября 2021 года мировой суд в Рамле добавил Селе еще 24 месяца за сексуальные домогательства к сотруднице следственного изолятора .